# Akhmatova (krater)
För andra betydelser, se Akhmatova.
Akhmatova är en nedslagskrater med en diameter på ungefär 41 kilometer, på planeten Venus. Akhmatova har fått sitt namn efter den ryska poeten Anna Achmatova.